# Улица Ленина (Ржев)
У́лица Ле́нина (бывшая Большая Ильинская и III-го Интернационала) — главная улица города Ржева Тверской области.
Расположена в центре города на левом берегу реки Волги. Проходит с юга на север, разделяя Советскую сторону (левый берег) на две части.
Начинается от нового моста и следует пересекая улицы: Александра Фролова, Бехтерева и Академика Обручева. В конце своего пути разветвляется на два направления: в сторону Осташкова (Ленинградское шоссе) и на Тверь (Улица Никиты Головни). К месту развилки примыкает живописная площадь с памятником и фонтаном — площадь Революции.
На противоположном берегу Волги, через новый мост, на юг, до площади Мира тянется Большая Спасская улица (бывшая улица Коммуны). По сути, она составляет единое целое с улицей Ленина, один городской проспект. Сейчас трудно представить, что до строительства моста в 1984 году, это были две совершенно разные улицы, каждая являлась главной на своём берегу.

## Нумерация
Нумерация улицы направлена с юга на север.
Нечётная сторона начинается с дома № 1 и заканчивается домом № 27. Чётная, с дома № 2 до дома № 28.

## Происхождение названия

Начало улицы Ленина до строительства нового моста через Волгу (1970-е)

До революции улица называлась Большая Ильинская, по названию церкви находившейся на перекрёстке с Малой Ильинской (ныне улицей Бехтерева). Улица была вымощена булыжником и считалась чистой. Застраивалась преимущественно двухэтажными каменными домами. Некоторые дома частично сохранились. Сейчас в них располагаются выставочный зал и филиал Тверского государственного университета.
В советское время была переименована сначала в улицу III-го интернационала, а затем, предположительно в 1929 году, названа в честь Владимира Ильича Ленина (1870—1924) — вождя мирового пролетариата, тогда это происходило с большинством главных улиц провинциальных городов.

## Здания и сооружения
Обе стороны улицы целиком состоят из жилой и социальной застройки. Первоначальная (дореволюционная) застройка улицы на 90 % не сохранилась. Большинство памятников архитектуры погибло под бомбёжками и артобстрелами Великой Отечественной войны.
После войны была восстановлена в новом виде. Большинство домов составляют пятиэтажные «хрущёвки», построенные в 50-70-е годы XX века. Среди строений можно выделить здание бывшего райкома КПСС (администрация Ржевского района) и старые купеческие особняки, где ныне размещаются филиал Тверского государственного университета и выставочный зал.

Фотографии зданий по улице Ленина
Выставочный зал (ул. Ленина, д. 4)
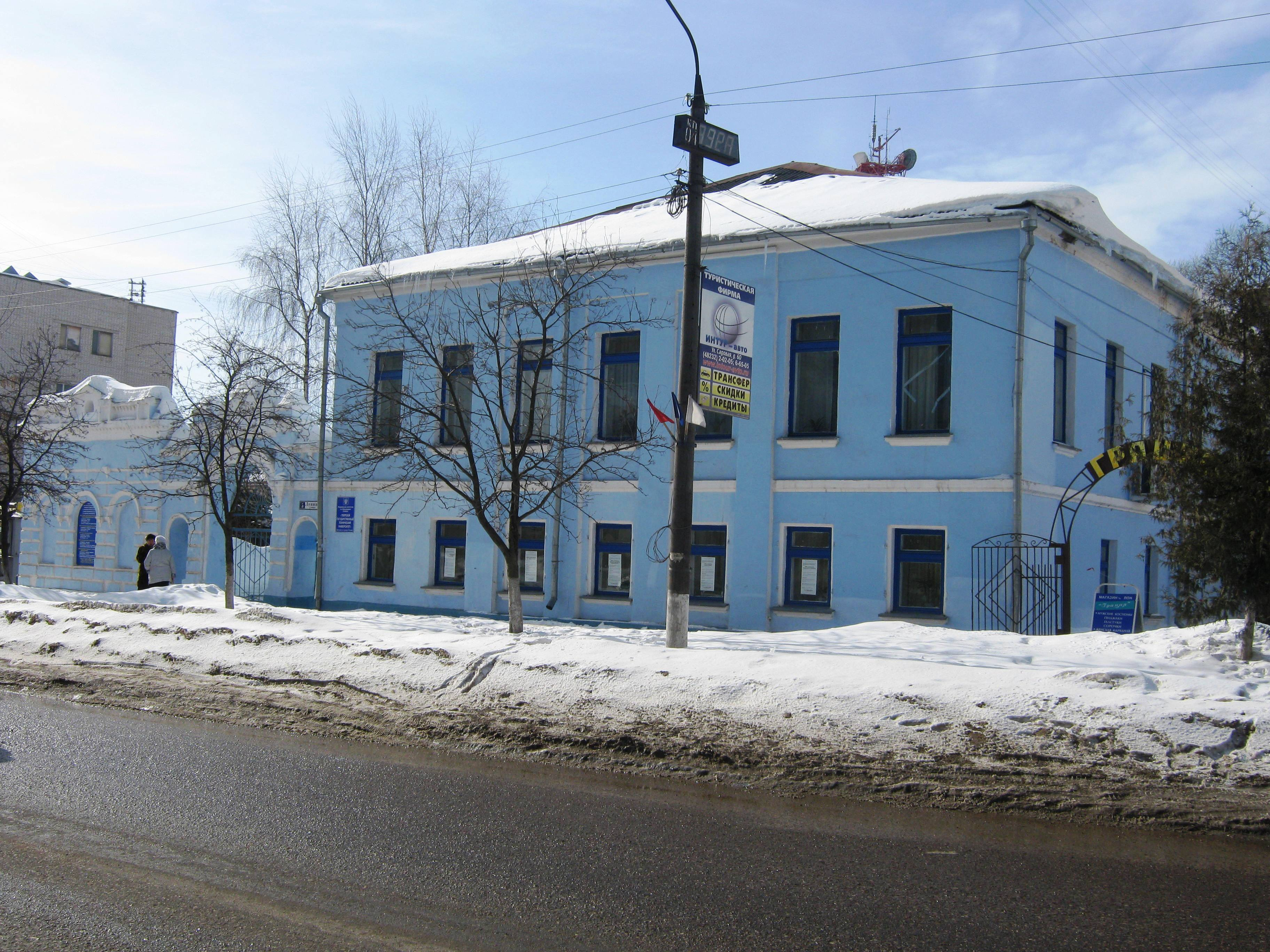
Филиал Тверского государственного университета (ул. Ленина, д. 5)
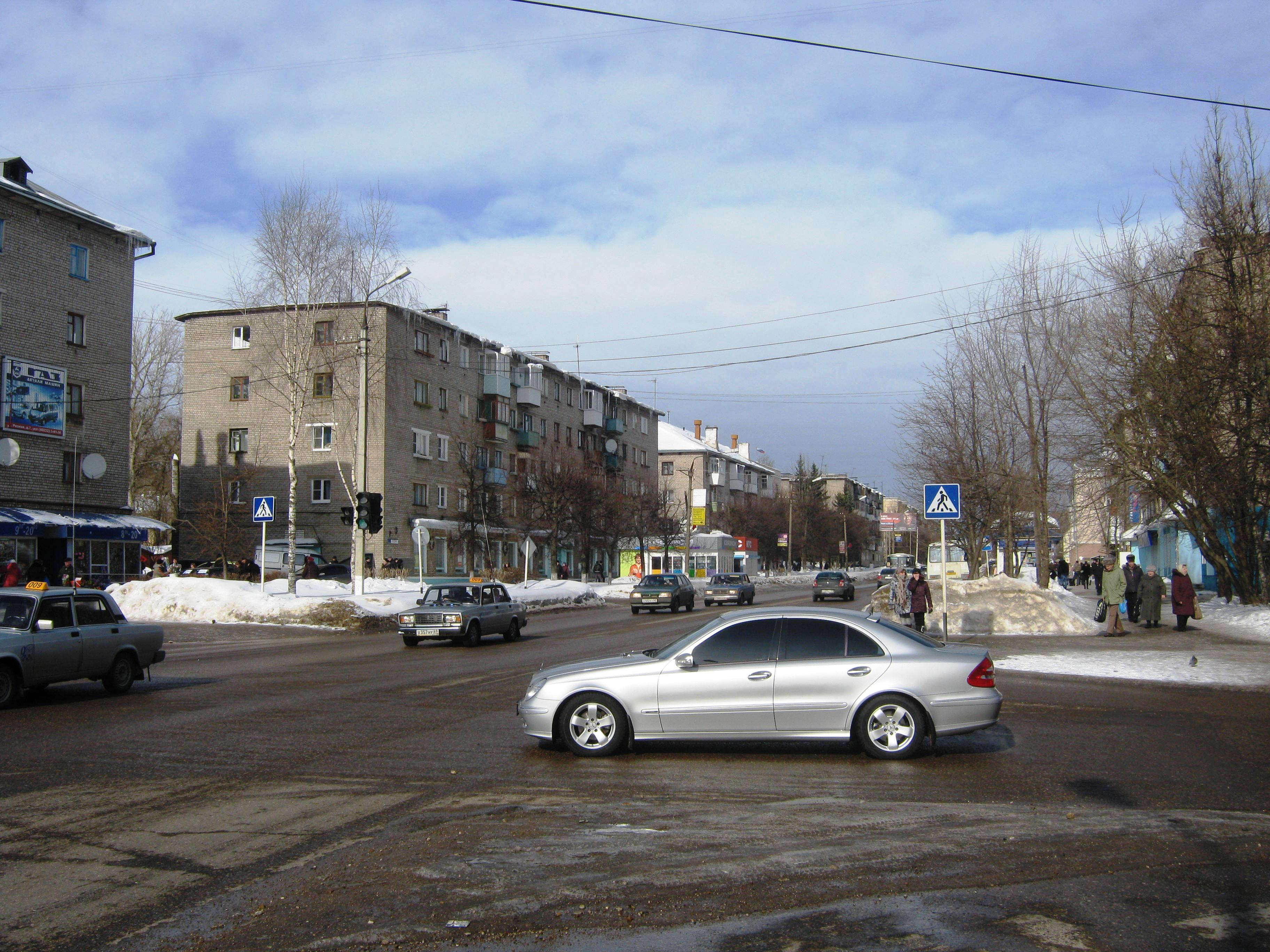
Перекрёсток с улицей Бехтерева
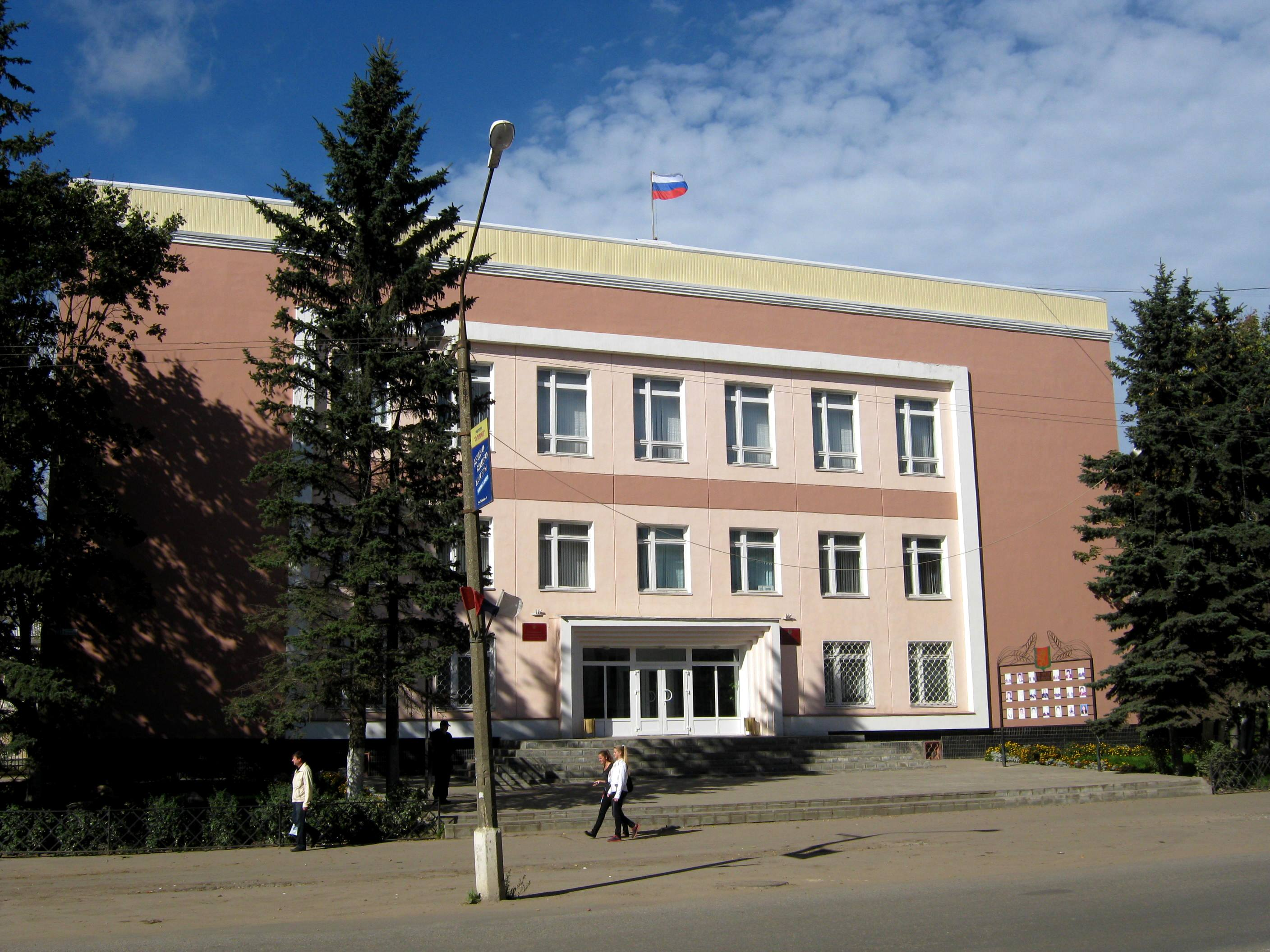
Районная администрация (ул. Ленина, д. 11)

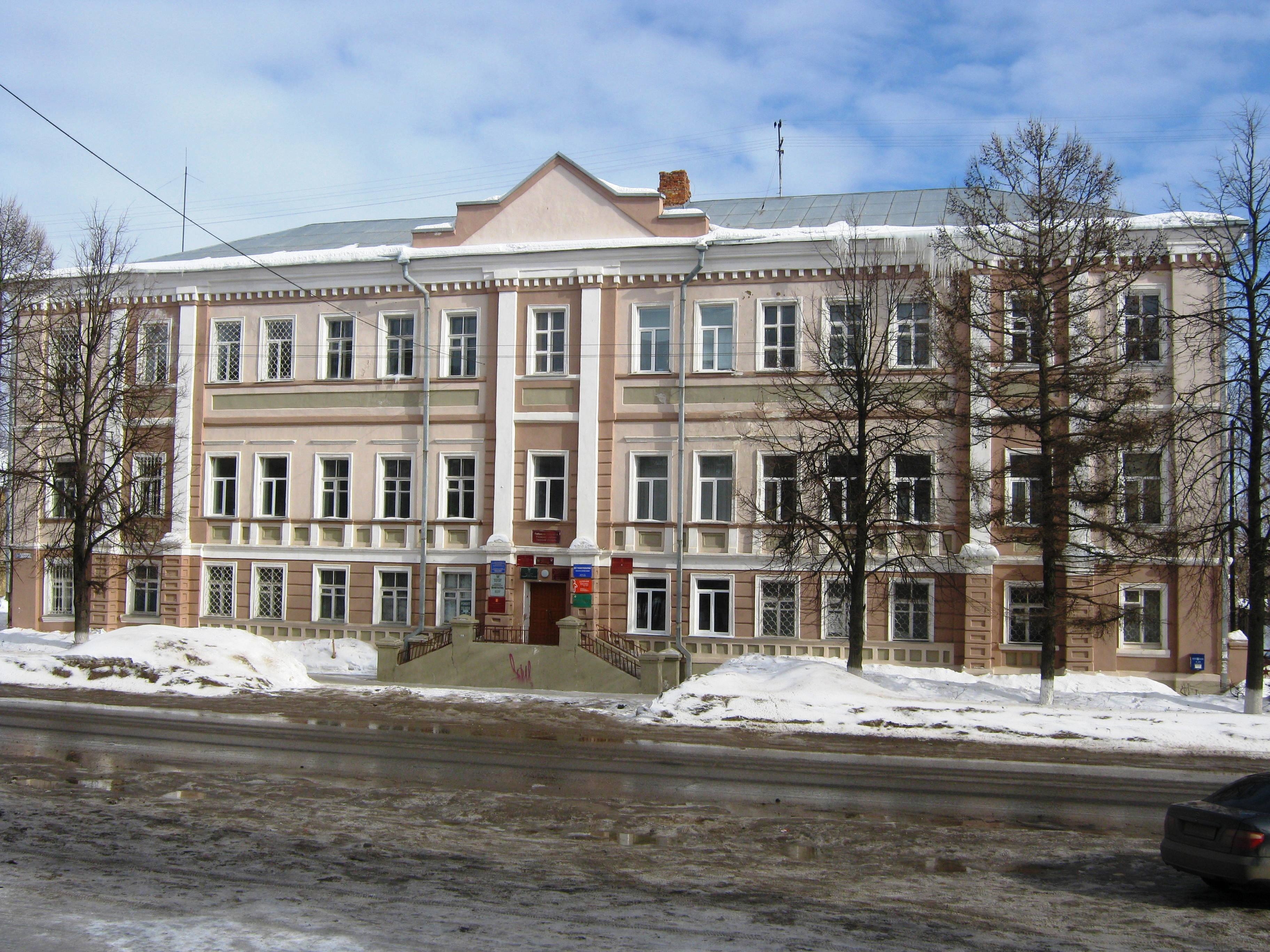
Административное здание (ул. Ленина, д. 16)
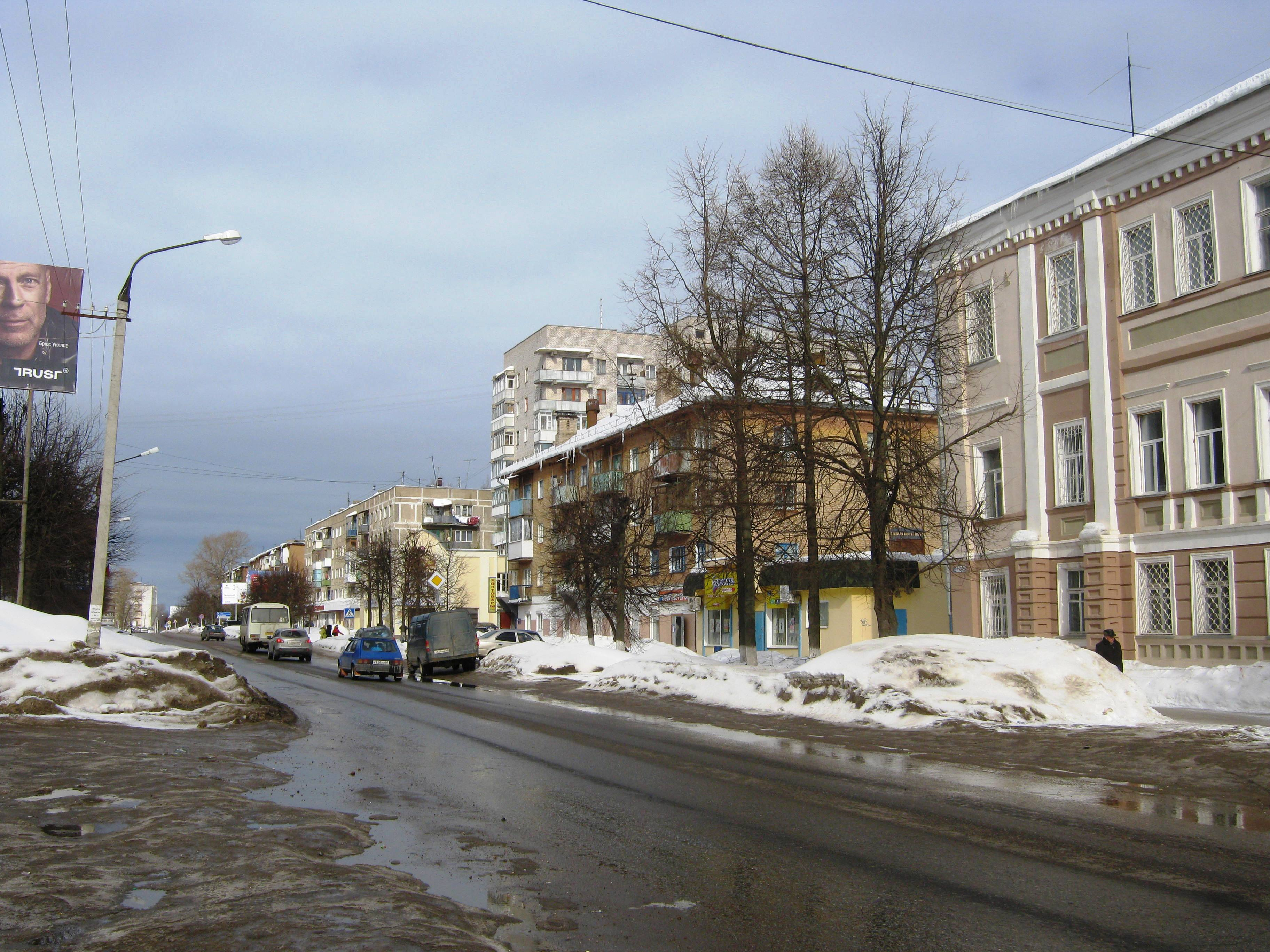
Центральная часть улицы
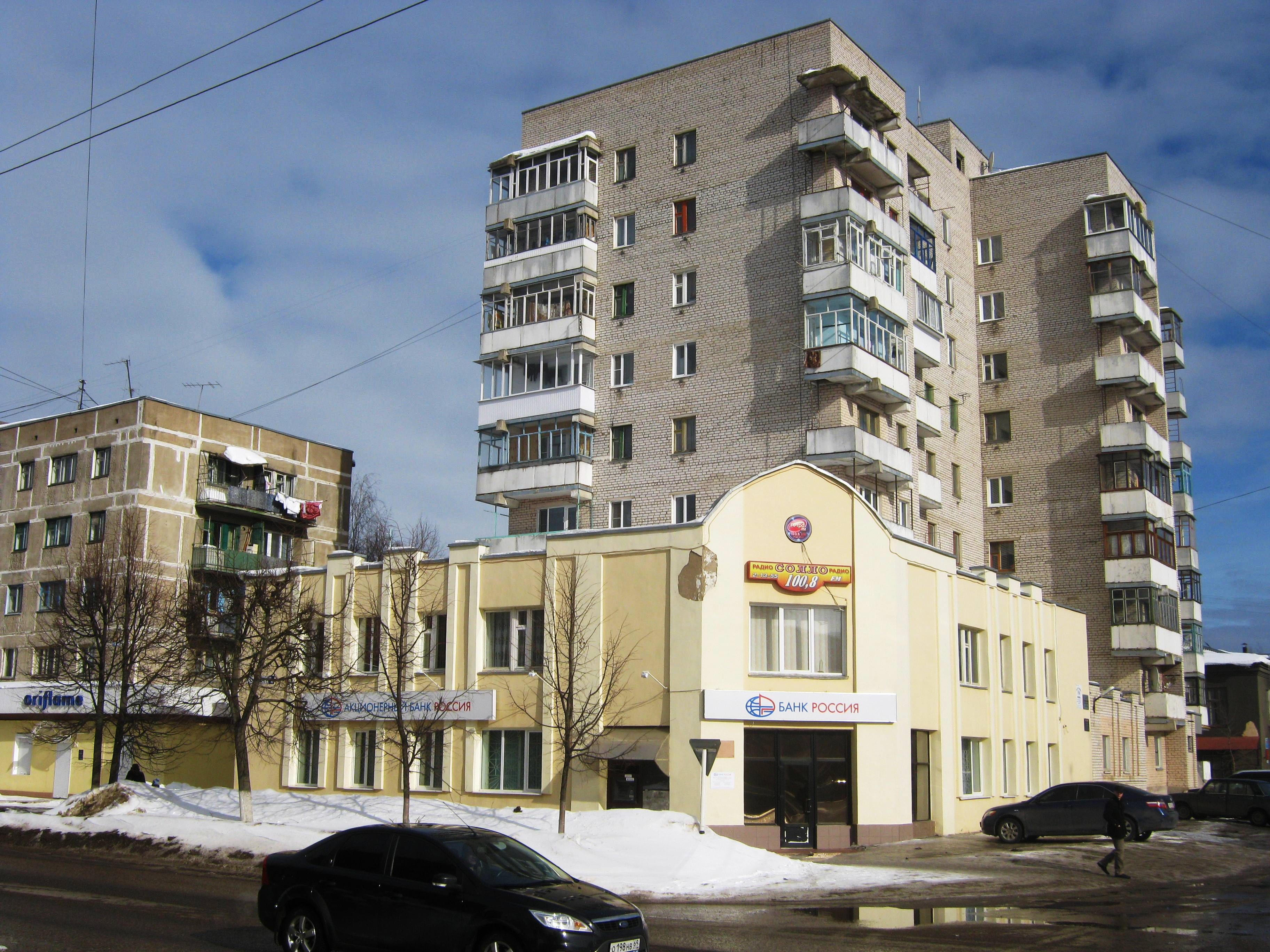
Здание банка «Россия» (Ул. Ленина, д. 20/89)
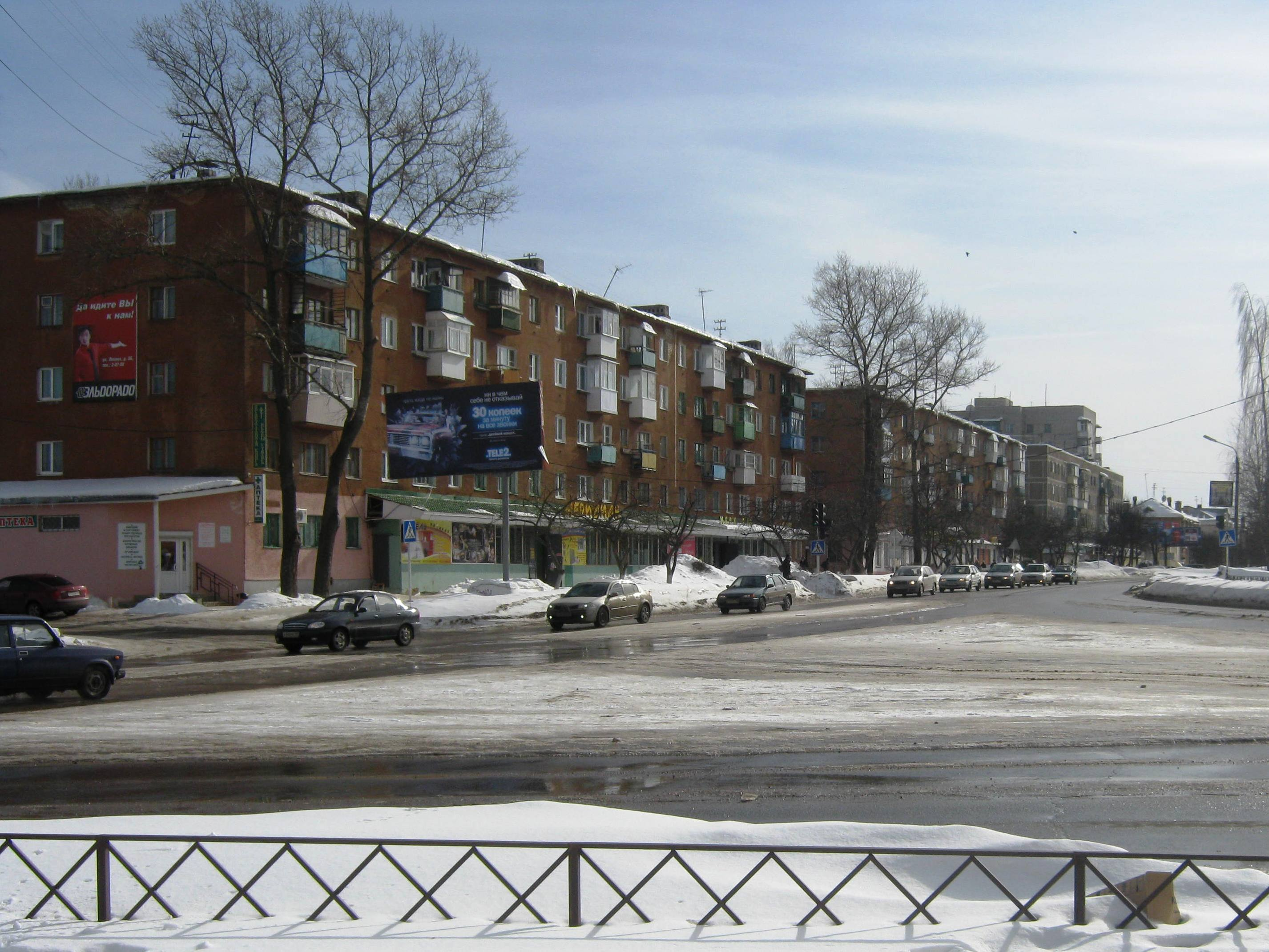
Перекрёсток с Ленинградским шоссе (дома № 28, 26, 22)

Список объектов инфраструктуры (с № дома):
- № 1 — Городская АТС
- № 2 — Гостиница «Ржев»
- № 4/53  памятник архитектуры (региональный) (XIX в.) — Выставочный зал
- № 5  памятник архитектуры (региональный) (1894 г.) — Здание бывшей городской усадьбы купца Цыбина (ныне Тверской государственный университет (Ржевский филиал))
- № 6 — Отдел ЗАГСа администрации города Ржева
- № 9/79 — Женская консультация, Супермаркет «Дикси»
- № 11 — Администрация Ржевского района
- № 16  памятник архитектуры (региональный) (XIX в.) — Здание бывшего земского собрания (ныне здесь расположены: прокуратура, совет ветеранов, отдел соцзащиты, БТИ)
- № 20/89 — Акционерный банк «Россия», Редакция газеты «Ржевская правда»
- № 25 — Магазин «Тритон-Мебель»
- № 26 — Парикмахерская и салон красоты «Ржевитянка»

Достопримечательности:
- «Церковь новомучеников и исповедников российских» — одна из новых церквей, построена в 2004 году на перекрёстке с улицей Александра Фролова.
- На площади Революции установлен памятник — «Три головы», посвящённый Ржевским делегатам II-го Всероссийского съезда Советов, и большой фонтан.

## Транспорт
По улице организовано автобусное движение.
Автобусы №: 1, 2, 5, 7, 8, 9, 10, 10а, 13, 33
По смежным улицам проходят маршруты №: 3, 3а, 15, 24

## Смежные улицы
- Большая Спасская улица
- Улица Александра Фролова
- Улица Бехтерева
- Улица Академика Обручева
- Улица Никиты Головни
- Ленинградское шоссе
- Площадь Революции